# Bremotet
Bremotet är en kulle i Antarktis. Den ligger i Östantarktis. Norge gör anspråk på området. Toppen på Bremotet är 1 603 meter över havet, eller 5 meter över den omgivande terrängen. Bredden vid basen är 0,45 km.
Terrängen runt Bremotet är varierad. Trakten är obefolkad. Det finns inga samhällen i närheten. 